# Ishbel Myerscough
Ishbel Myerscough é uma pintora Reino Unido.
Myerscough estudou na Glasgow School of Art de 1987 a 1991. Após se formar, ela pintou em um estúdio em Glasgow por dois anos, antes de ir para a Slade School of Art para fazer uma pós-graduação em 1993. No final de seus estudos, Ishbel recebeu uma bolsa de viagem para Nova York. Ao retornar à Inglaterra, ela teve sua segunda exposição com Anthony Mould, depois viajou de volta aos EUA, convidada por Robert e Susan Summers para pintar em seus estúdios em seu programa de artistas em Connecticut. Finalmente, Ishbel se estabeleceu em Londres e viveu e trabalhou aqui desde então. Ela ganhou o National Portrait Gallery BP Portrait Award em 1995 e, desde então, concluiu duas comissões de retratos para sua coleção. Ela foi representada por Anthony Mould por 20 anos, tendo várias exposições com ele, e agora é representada pela Flowers Gallery.